# Contratenor
Un contratenor és un cantant adult de sexe masculí que canta amb el registre vocal més agut. El seu registre vocal equival al d'una contralt, mezzosoprano o (menys sovint) una soprano, generalment mitjançant l'ús de falset. Este terme s'utilitza exclusivament en el context de la tradició clàssica vocal, tot i que alguns artistes de la música popular també utilitzen la veu de falset.
La tessitura d'un contratenor és aproximadament el d'una contralt femenina i es mou entre el La2 i el Mi5, tot i que es pot ampliar al Sol2 i al Fa5.
El terme es va començar a utilitzar a Anglaterra a mitjans del segle xvii i era àmpliament utilitzat a finals d'aquest segle. Durant el període romàntic, la seva popularitat va disminuir i poques composicions van ser escrites pensant en aquest tipus de veu.
A la segona meitat del segle xx, la veu de contratenor va experimentar un ressorgiment en popularitat, en part a causa de pioners com Alfred Deller, per l'augment de popularitat de l'òpera barroca i la necessitat dels cantants masculins de substituir els papers de castrato en les òperes. Malgrat que aquesta veu ha estat considerada en gran manera com a específica de la música antiga, ha sorgit un creixent repertori modern.

## Origen del terme
En les composicions polifòniques del segle xiv i inicis del xv, el contratenor era una veu afegida a les dues veus bàsiques de la textura contrapuntística: el discantus o superius i el tenor. Malgrat tenir aproximadament el mateix àmbit que el tenor, en general és de naturalesa menys melòdica que qualsevol d'aquestes dues parts. Amb la introducció al voltant del 1450 de l'escriptura a quatre veus de la mà de compositors com Ockeghem i Obrecht, el contratenor es divideix en contratenor altus i contratenor bassus, que eren, respectivament, per sobre i per sota el tenor. Més tard, el terme va quedar obsolet: a Itàlia, contratenor altus simplement es va convertir en alto, a França, haute-contre, i a Anglaterra, contratenor.
Tot i que originalment aquestes paraules s'utilitzaven per designar una part vocal, en l'actualitat es fan servir per designar els cantants d'aquesta part, amb una tècnica vocal específica.

## Contratenors actuals
- James Bowman
- David Daniels
- Alfred Deller
- Paul Esswood
- René Jacobs
- Philippe Jaroussky
- Michael Maniaci
- Jakub Józef Orliński
- Xavier Sabata Corominas
- Andreas Scholl

## Àries famoses per a contratenor
La majoria d'àries popularitzades per contratenors foren interpretades originalment per castrati.
- O solitude, de Henry Purcell
- Music for a While, de Henry Purcell
- Cara sposa, amante cara, de l'òpera Rinaldo
- Lascia ch'io pianga, de l'òpera Rinaldo
- Ombra mai fu, de l'òpera Serse
- Chiamo il mio ben così, de l'òpera Orfeo ed Euridice
- Che farò senza Euridice, de l'òpera Orfeo ed Euridice
- Non so più cosa son, cosa faccio, de l'òpera Les noces de Fígaro
- Voi che sapete, de l'òpera Les noces de Fígaro